# Puente Mulay Hasán
El Puente Moulay Hassan es un antiguo puente del país africano de Marruecos, que une las ciudades de Rabat- capital nacional - y la de salé sobre el estuario Bouregreg, a unos 2 km del océano Atlántico. Funcionó desde 1957 hasta 2011 y fue reemplazado por el puente de Hasán II, construido en las cercanías.
El puente Moulay Hassan, el proyecto y el inicio de la construcción data de finales del protectorado francés sobre Marruecos, se encargó un poco más de un año después de haberse conseguido la independencia. 